# Maclura tricuspidata
Espèce
Classification phylogénétique
Maclura tricuspidata est une espèce d'arbre de la famille des Moraceae, originaire d'Asie de l'Est, parfois cultivé pour ses fruits similaires à ceux des mûriers (Morus spp.).
L'arbre a été introduit en Angleterre et dans d'autres parties de l'Europe autour de 1872, et aux États-Unis vers 1930.

## Dénomination
L'espèce est également connue sous les noms latins de Cudrania tricuspidata (Carrière) Bureau ex Lavallée et de Cudrania triloba (Hance.) et les noms communs de cudrang ou cudrane, Che ou zhe (en chinois : 柘; pinyin: Zhe), mûrier chinois (mais à ne pas confondre avec Morus australis également connu par ce nom).

## Description

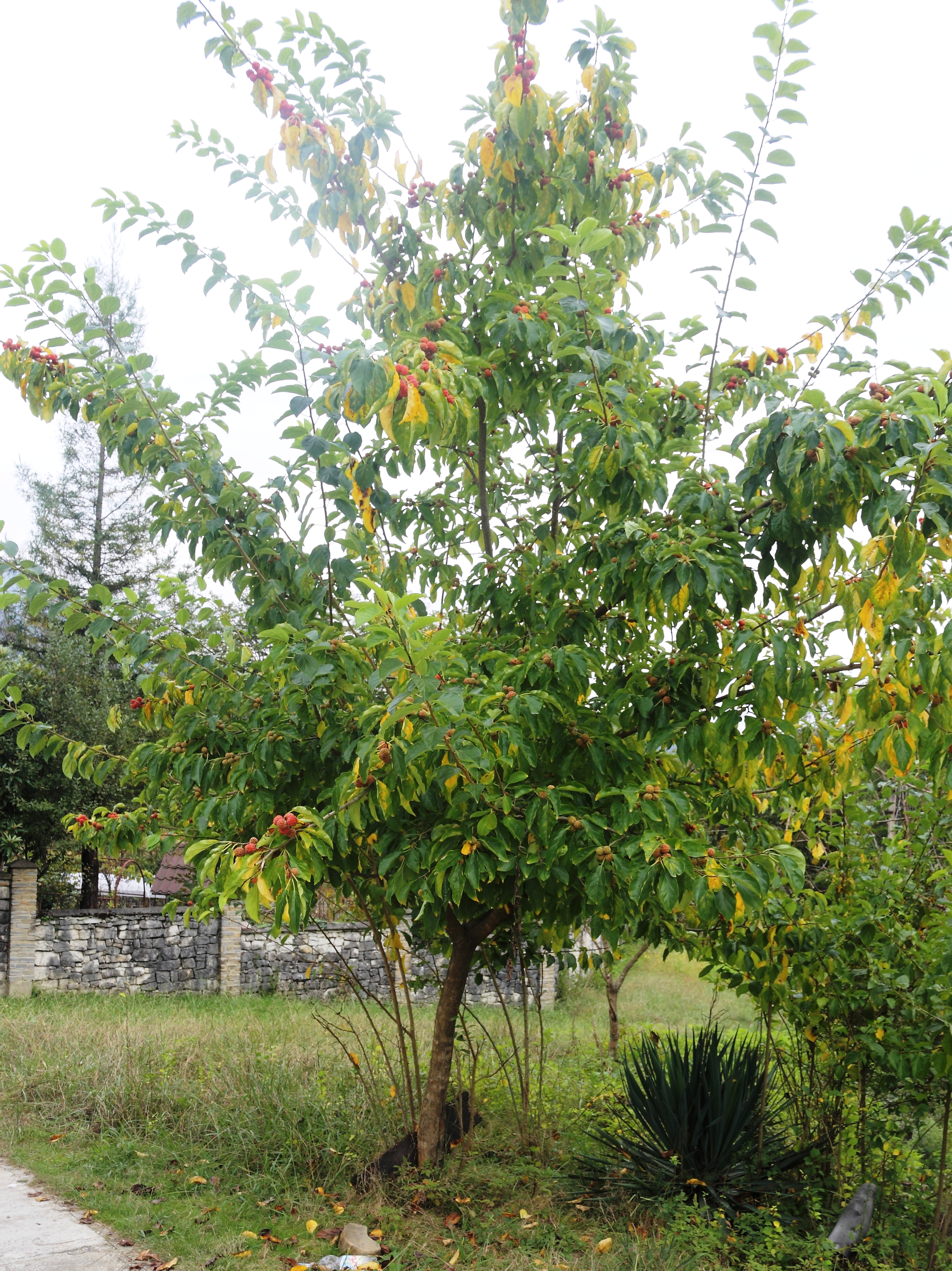
Jeune arbre et fruits
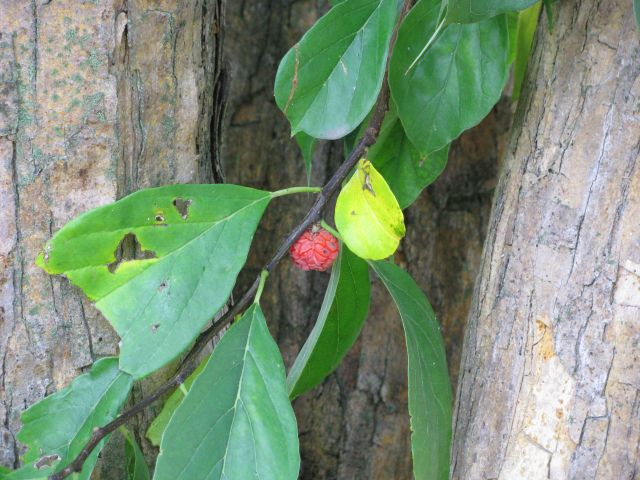
Écorce, feuilles et fruit
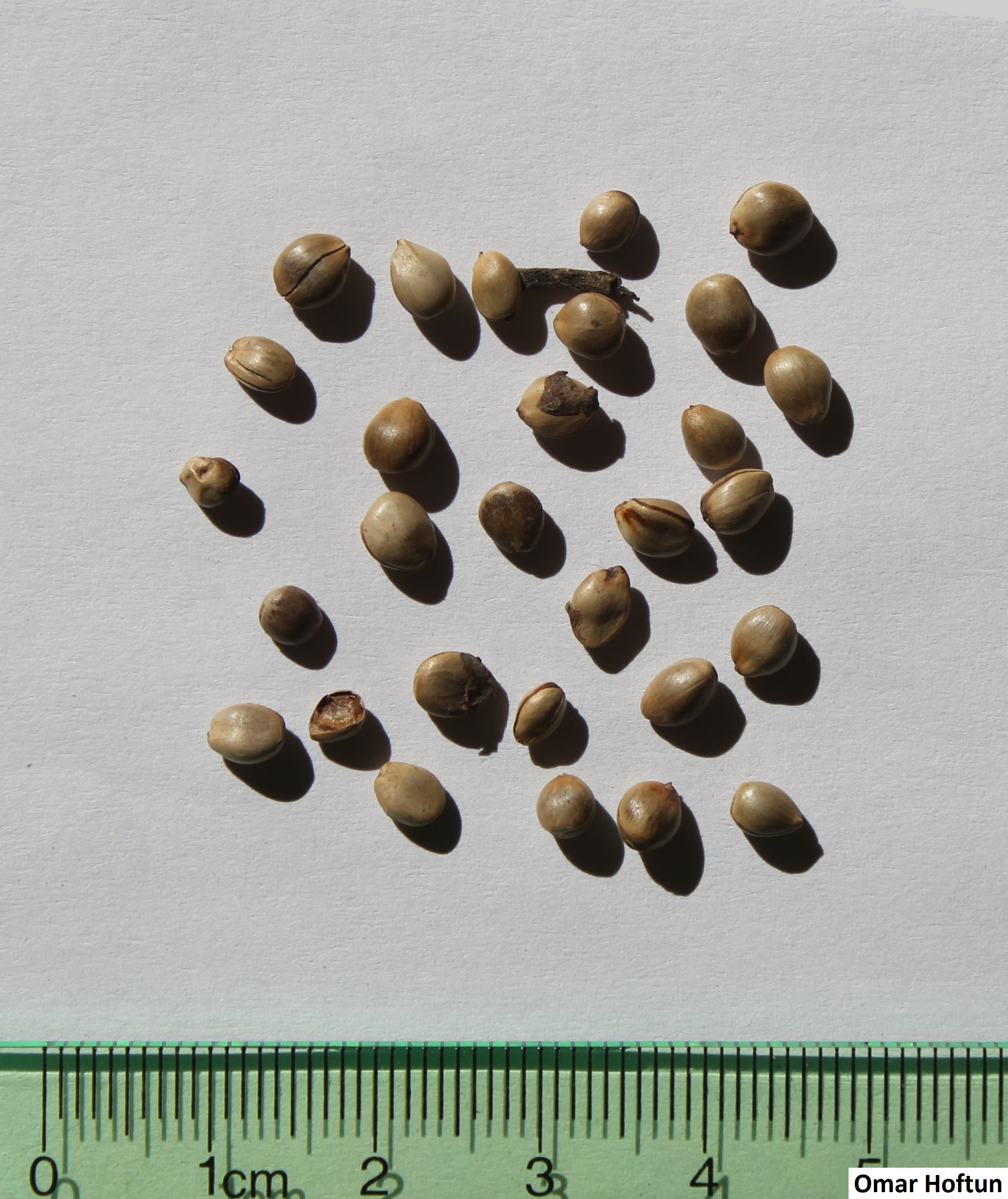
Graines
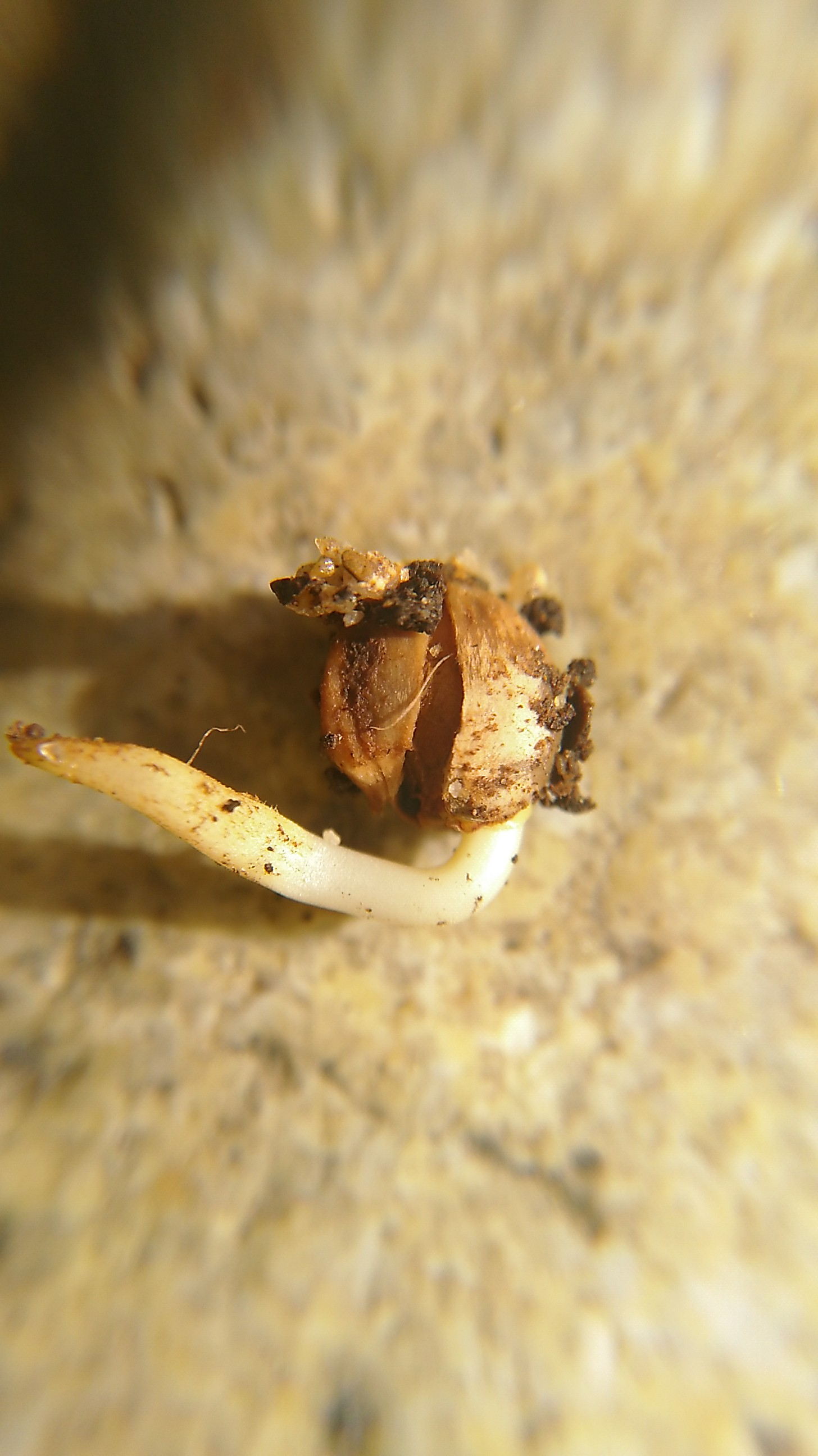
Graine germée
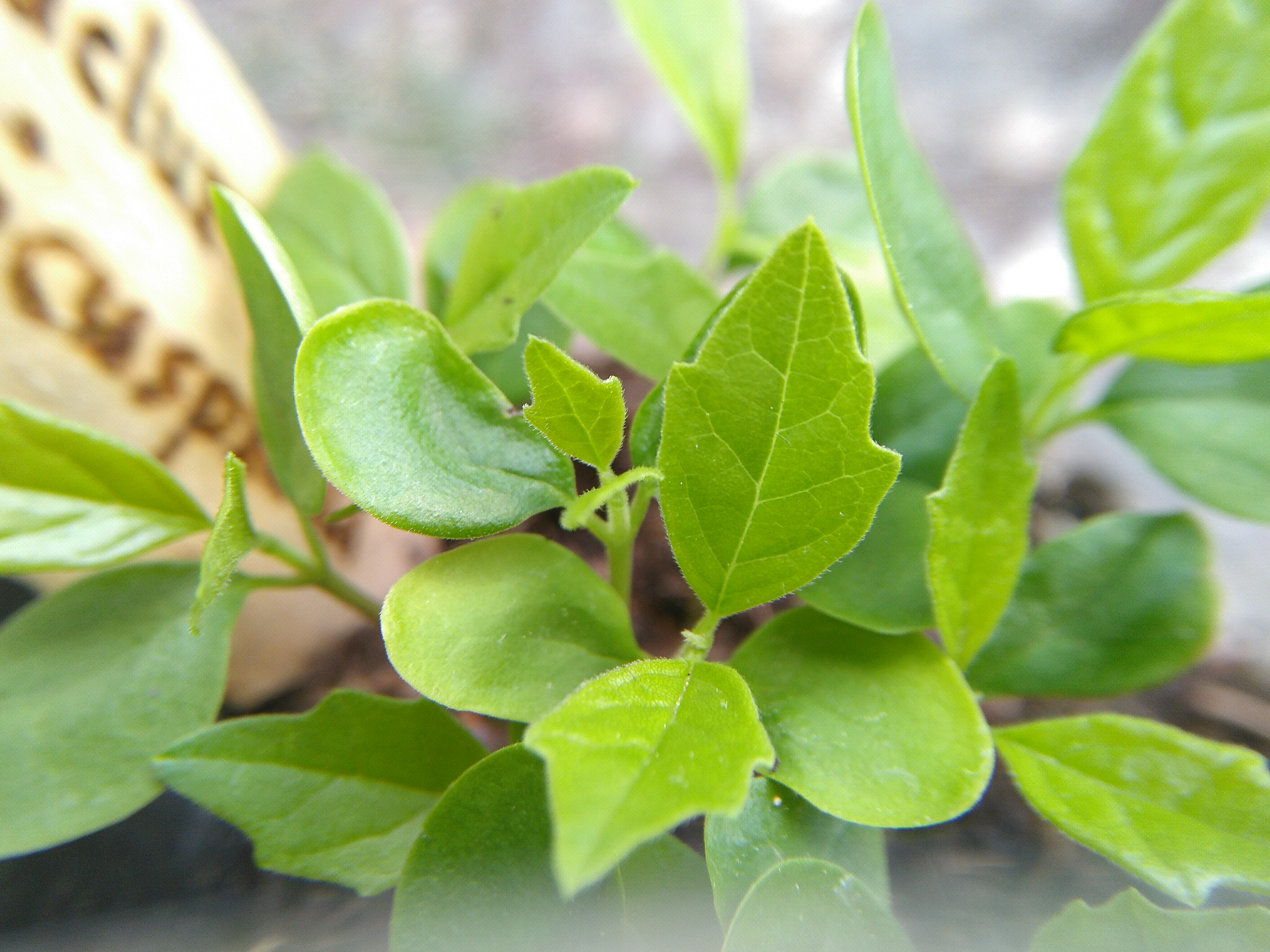
Plantules

L'arbre dioïque à feuilles caduques pousse lentement jusqu'à 6 m de haut. Il est rustique jusqu'en zone USDA 7. Les jeunes arbres sont épineux, mais perdent leurs épines lorsqu'ils arrivent à maturité. Les arbres femelles sont plus grands et plus robustes que les arbres mâles.
Les feuilles alternes de couleur vert jaunâtre ressemblent à celles du mûrier mais elles sont plus petites, plus minces et pâles. Elles sont une source de nourriture alternative pour les vers à soie lorsque les feuilles de mûrier viennent à manquer.
Apparaissant en juin, les deux types de fleurs sont vertes et de petite taille. Les fleurs mâles jaunissent au moment où le pollen mûrit et est libéré, tandis que le vent pollinise les fleurs femelles qui développent de nombreuses petits stigmates sur la surface des fruits immatures. Les arbres mâles ont parfois quelques fleurs femelles, qui donnent des fruits.
Comme chez les mûriers, le fruit n'est pas une baie mais un ensemble de fruits d'un beau rouge et mesurant environ 25 mm de diamètre. Sa chair juteuse est ferme et relativement insipide quoique certains cultivars puissent être tout à fait délicieux. Il contient 3 à 6 petites graines.
À maturité, il développe un goût de pastèque. Une couleur sombre nuancée de rouge avec quelques noircissements de la peau est une bonne indication de la pleine maturité. La teneur en sucre est similaire à celle d'une figue mûre.

## Culture
Le cudrane préfère un sol fertile, frais, sablonneux ou limoneux et bien drainé. Il supporte également aussi bien un sol pauvre, acide, neutre ou basique. Il exige une exposition lumineuse mais supporte bien le vent.
La propagation se fait par bouture ou semis de graines fraîches. Quand ils sont assez grands pour les manipuler, piquez les plants dans des pots individuels et placez-les en serre pour au moins leur premier hiver. Les premiers fruits apparaissent vers l'âge de 10 ans.
L'espèce présente une forte tendance au drageonnement. Si l'on souhaite que ce fruitier ne drageonne pas, il faut le greffer (en fente ou greffe anglaise compliquée) sur Maclura pomifera. Cette greffe rendrait en outre la fructification plus précoce et plus importante.
Les arbres adultes peuvent produire jusqu'à 200 kilos de fruits.

### Cultivars
'Female' : le fruit est gros et savoureux, maturation de la fin de l'été à l'automne. Un petit arbre épineux qui porte une lourde récolte chaque année.
'Male' : un petit arbre épineux qui est utilisé principalement comme pollinisateur pour les autres arbres même s'il produit quelques fruits de temps en temps.

## Utilisations

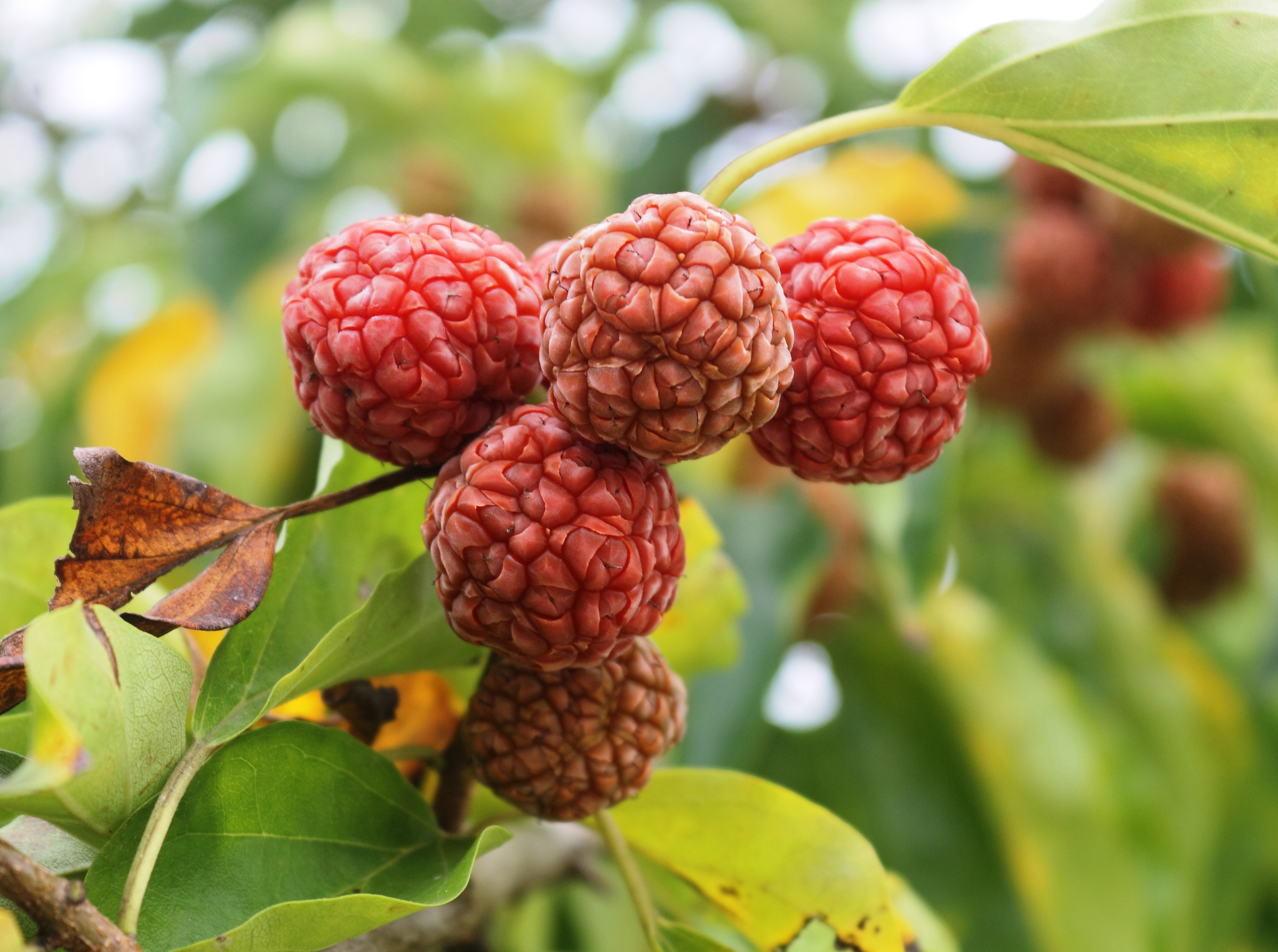
Fruits composés

Une infusion de bois est utilisée pour traiter l'angine ou certains problèmes ophtalmologiques. L'écorce interne et le bois sont utilisés dans le traitement du paludisme et la ménorragie. La racine est galactogène et est également utilisé dans le traitement de l'aménorrhée.
Un colorant jaune est obtenu à partir du bois.
L'écorce est utilisée pour la fabrication du papier.
Le bois, finement grainé, est utilisé pour la fabrication d'outils.

## Divers
Le temple Tanzhe à l'ouest de Pékin porte le nom de cet arbre.